# 约克大学 (加拿大)

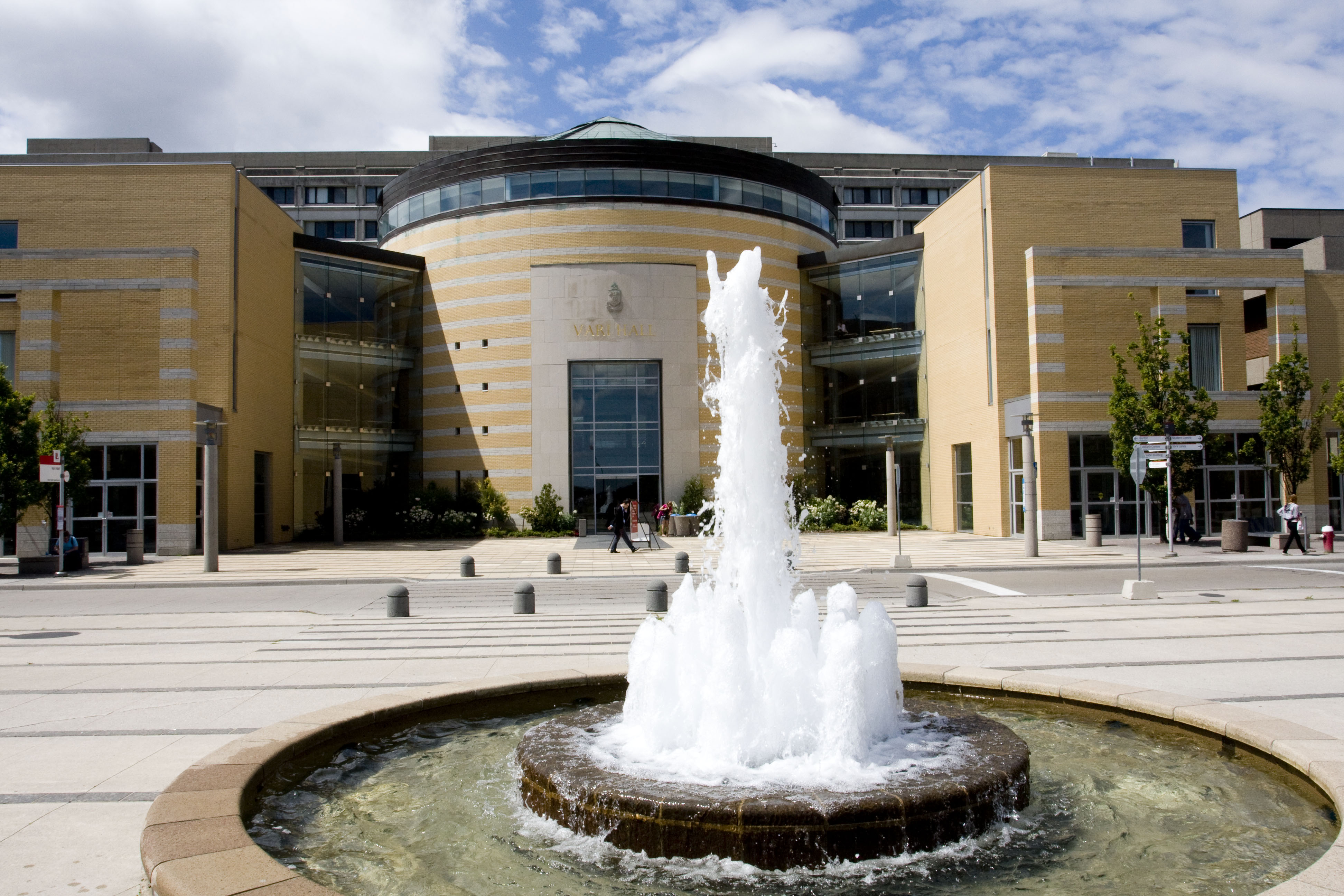
Vari Hall

约克大学（英語：York University），是位於加拿大安大略省多伦多市的一家著名综合性大学。一直以来，约克大学以工商管理、法律、美术设计、电影、人文学科、社会科学、心理学等专业而闻名。其工商管理专业在伦敦《经济学人》、《金融时报》EMBA及美国《福布斯》排名中名列全加拿大第一名。

## 历史
学校成立于1959年3月26日。在1960年9月的第一节课总共只有76个学生，如今约克大学已有三個校區（Keele校区、Glendon校区和Markham校区），54,500名注册学生，在学生数量上为全加拿大大学的第三位。學校可授予學士、碩士和博士學位，開設了會計、金融、市場營銷、國際貿易、法律、心理學、環球醫療、航天工程、音樂、戲劇、電影制作等專業課程。現在校生54,500人，全職教師1,125人，兼職教師800人, 校友370,000人。豐厚的學術獎勵和高品質的研究項目是來自加拿大和世界各地的頂尖學者最終選擇約克大學的主要理由。約克大學有五個圖書館，共計書籍和各類雜誌二百六十萬冊，其Osgoode Hall法学院图书馆为全英联邦最大的法学图书馆。大學城內各種生活設施齊全，為學生的學習創造了良好的環境。

## 公共交通
约克大学校园交通非常便利。多伦多地铁1号线直接服务于校园，約克大學站位于校园中心位置，先鋒村站位于校园西北部。坐地铁到Yorkdale购物中心仅需13分钟，到多伦多市中心仅需三十多分钟。
除了地铁，还有很多公交线路服务于约克大学，包括多伦多公车局（TTC）的公交和约克区公交局的YRT公交。TTC公交站点多位于Pioneer Village南侧出口（多伦多田径中心旁），YRT公交总站位于北侧出口（Steeles Ave对面）。以下列出公交线路，星号*表示高频率发车线路。
TTC公交线路：35A*,35B*,41*,60*,60B,60D*,84,84D,107,108A*,108B*,108C,935,960B,960D
YRT公交线路：3，20*（可到Vaughan Mills Mall车程半小时），96，107，107B，165，165F

## 知名校友

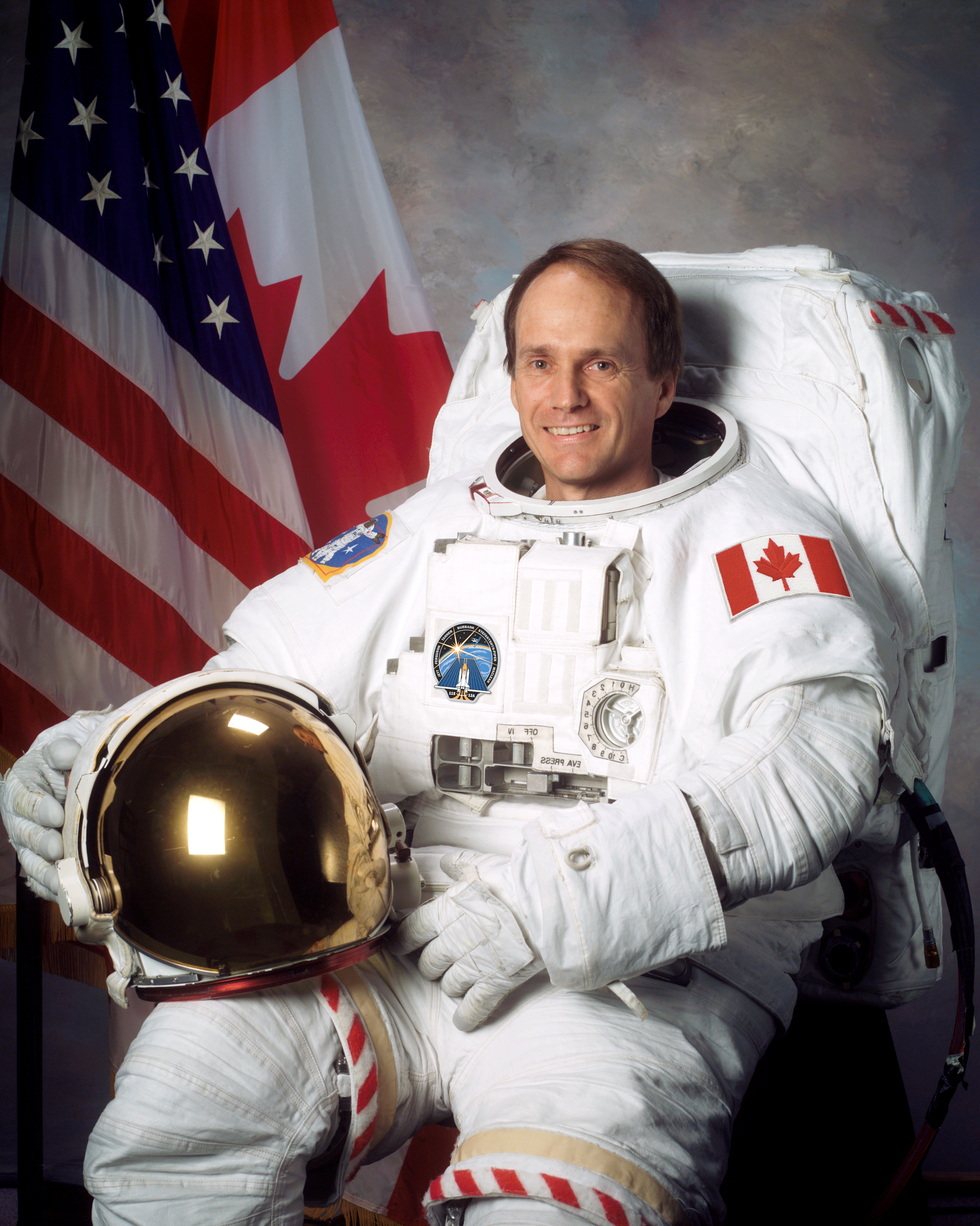
宇航员史蒂夫·麦克林（英语：Steve MacLean (astronaut)），理学学士 '77，博士 '83
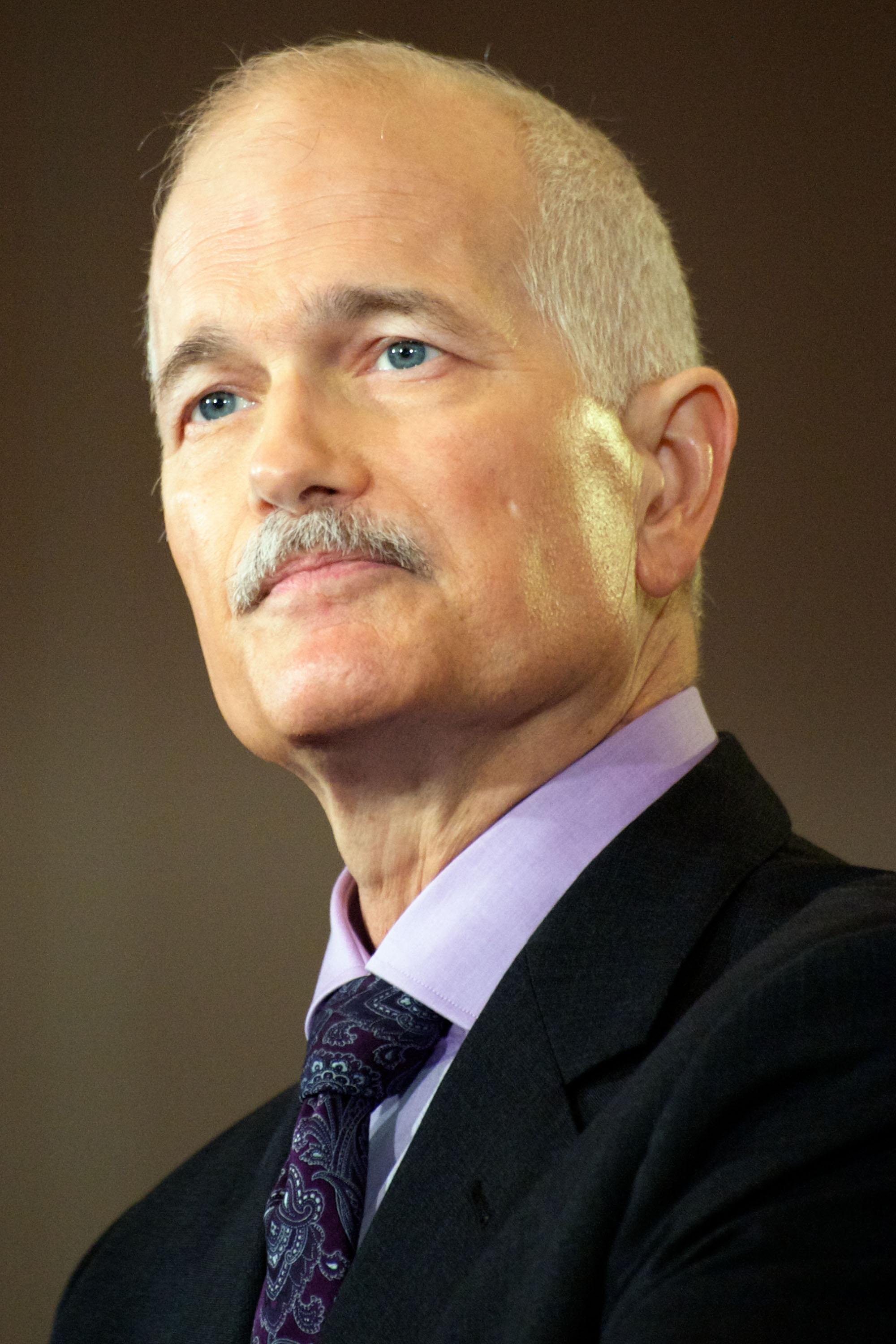
前加拿大新民主黨領袖杰克·林顿，文学硕士 '72，博士 '83
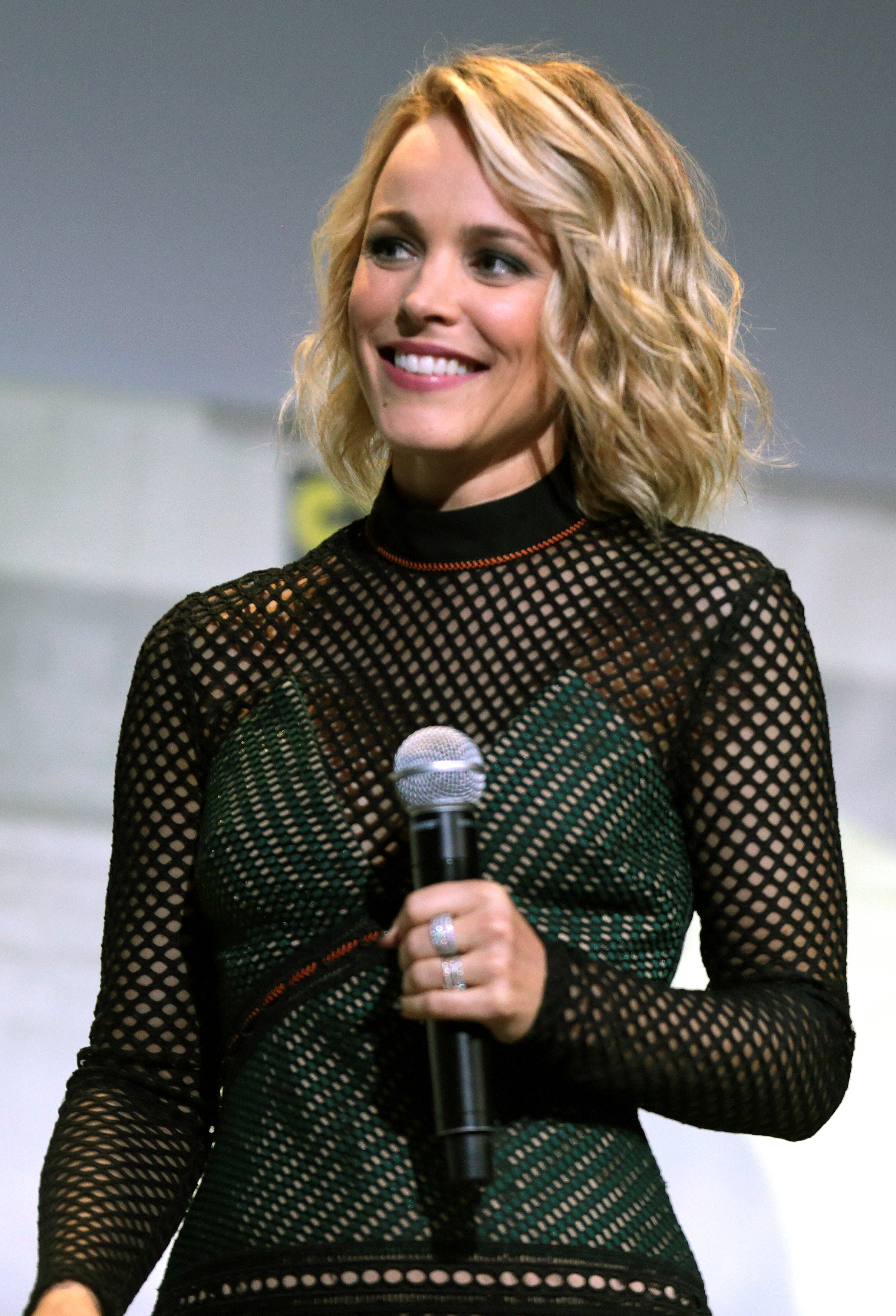
瑞秋·麦克亚当斯，美术学士 '01
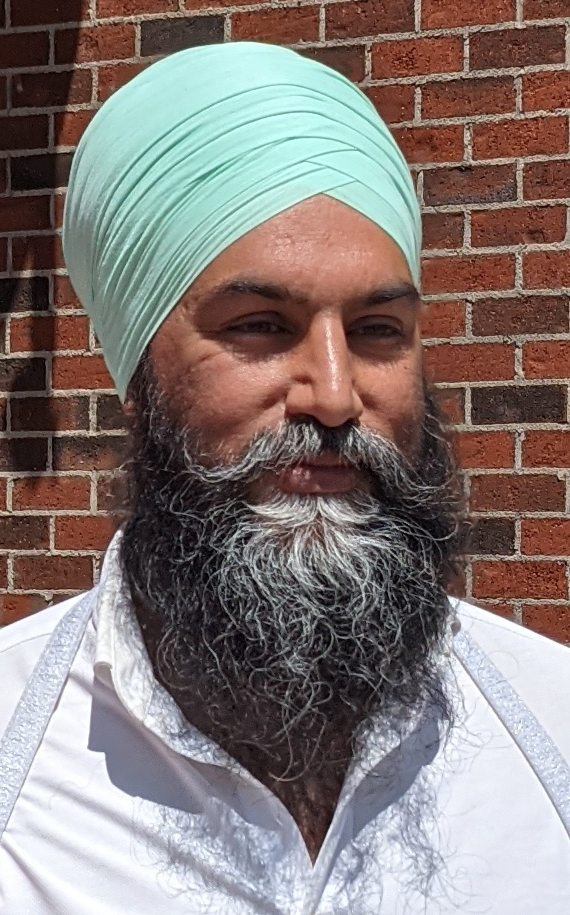
駔勉誠，現任加拿大新民主黨領袖，法學士 '05
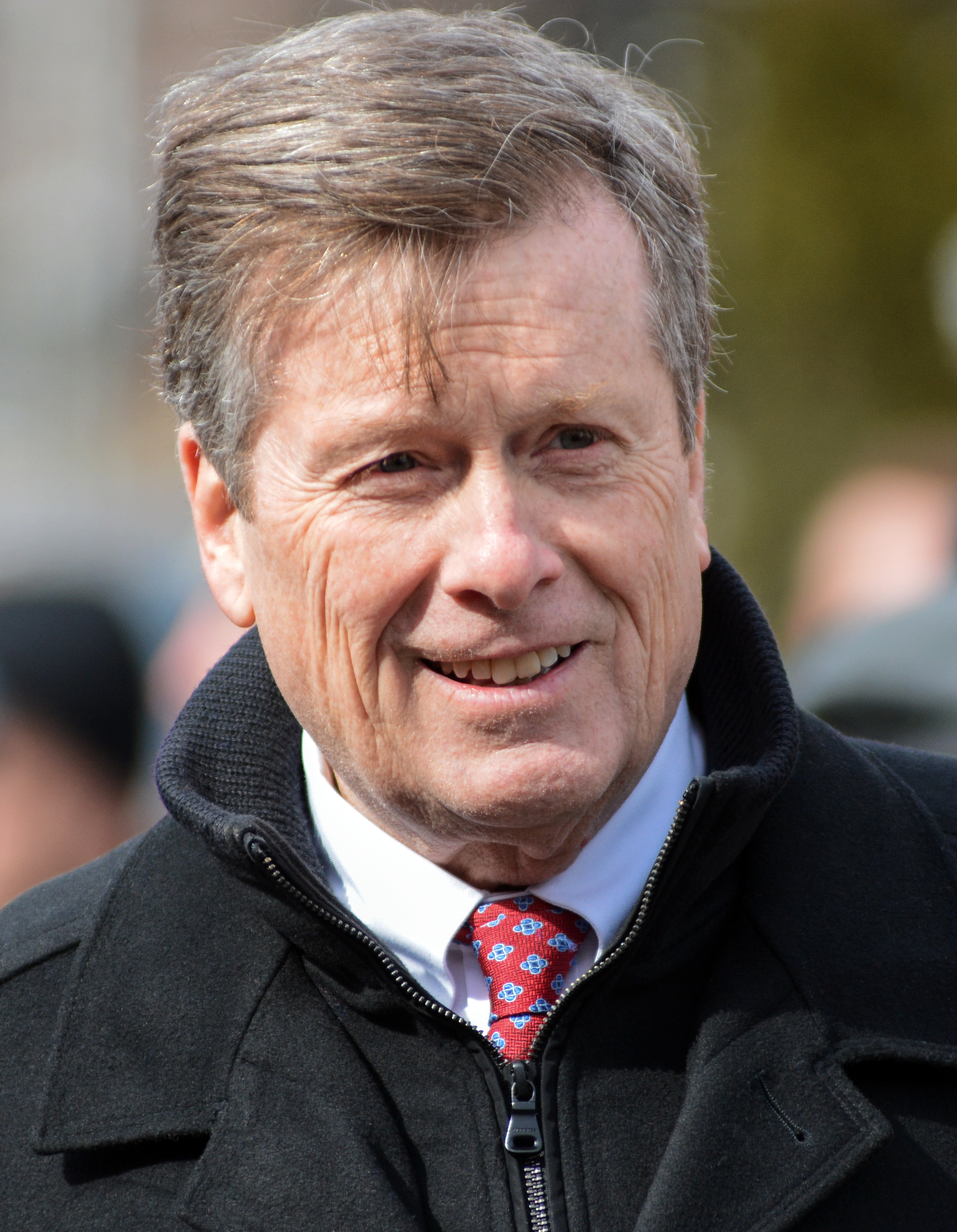
前任多伦多市长庄德利，法学士 '78
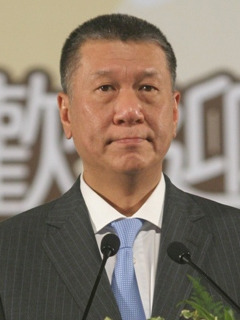
前澳門特首何厚铧，工商管理系 '78
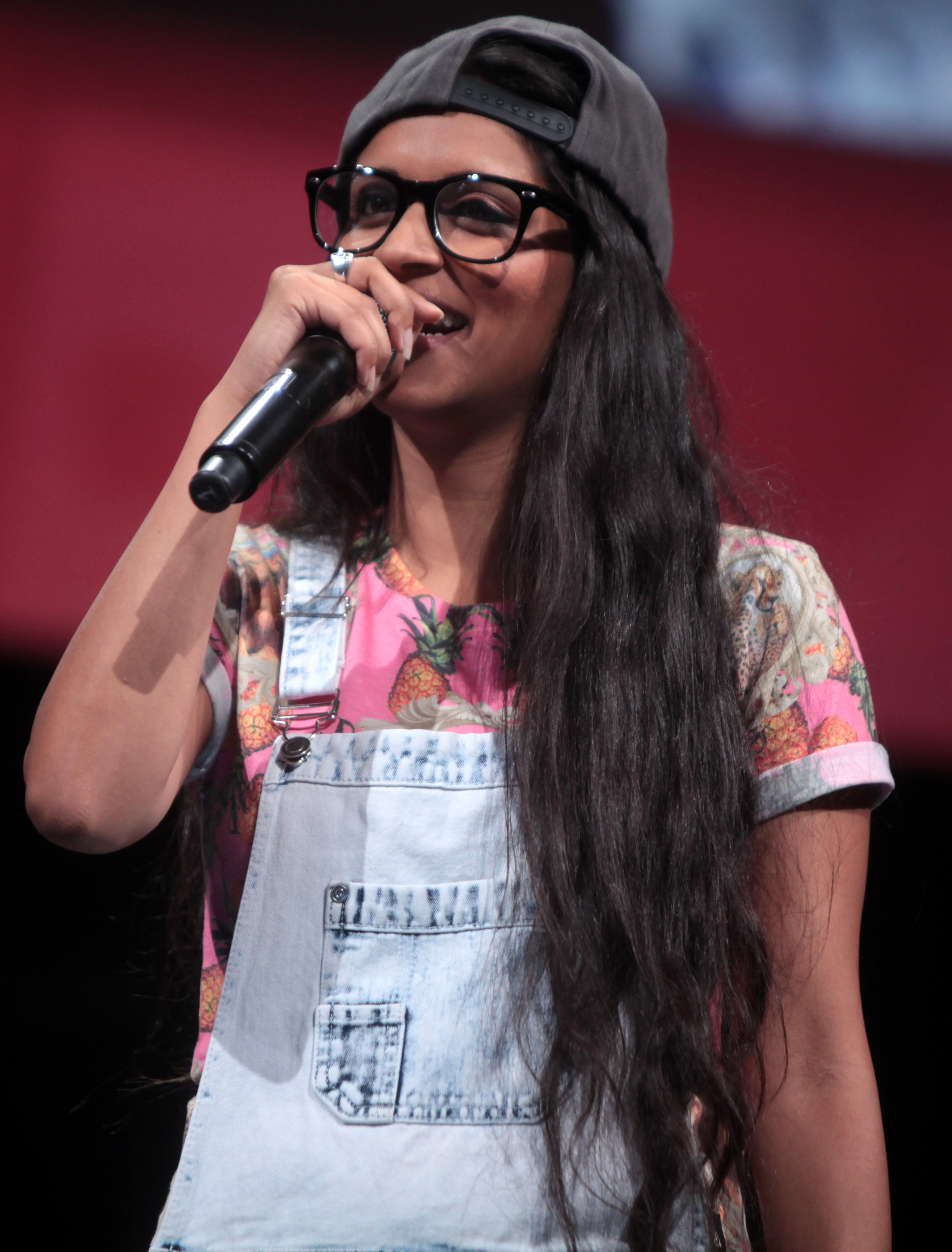
莉莉·辛格，荣誉文学学士 '10
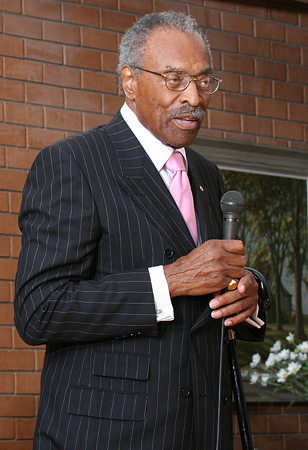
林肯·亚历山大，法学士 '53
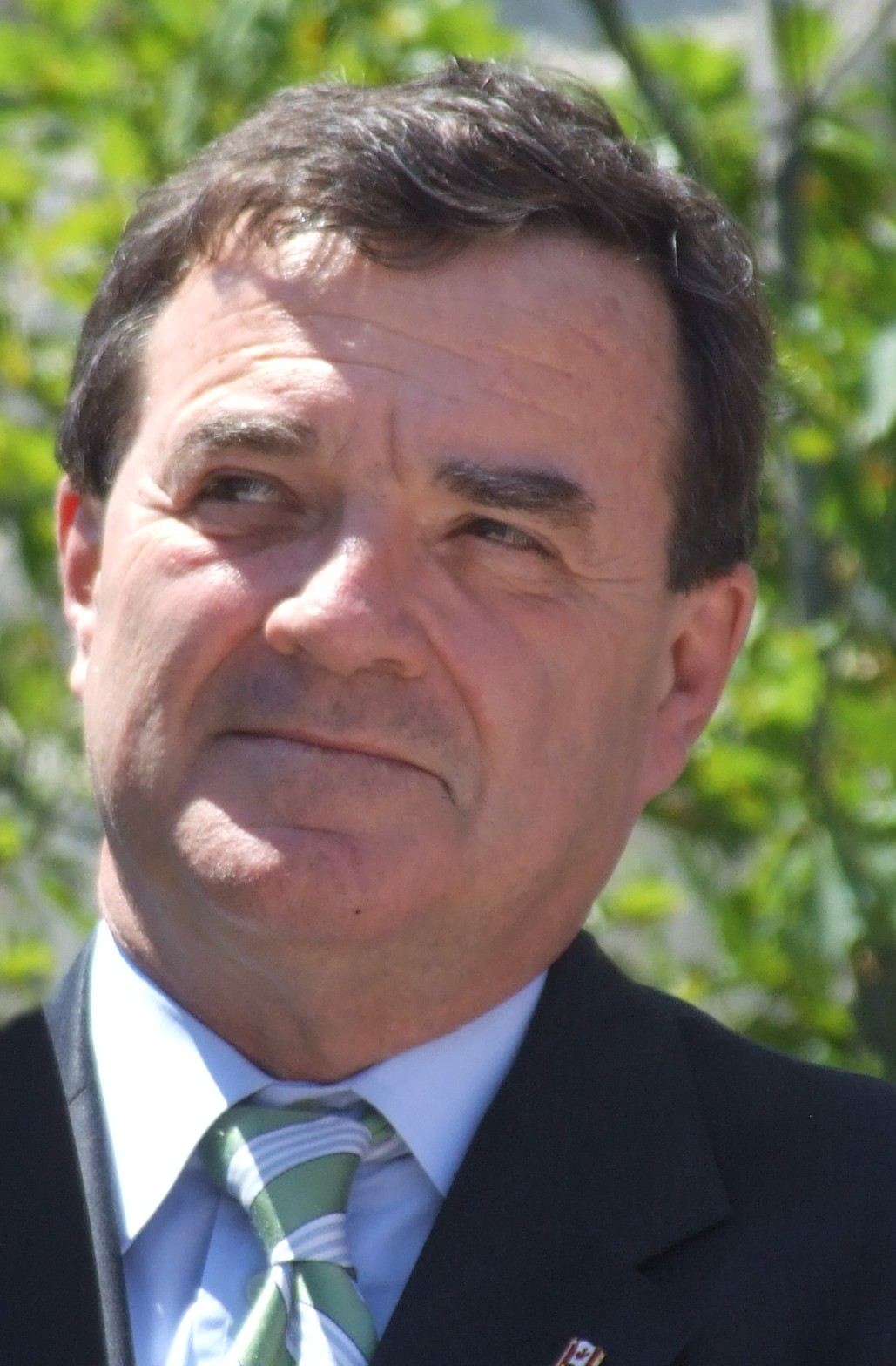
前加拿大財政部長費拉逖（2006-2014），法学士 '73
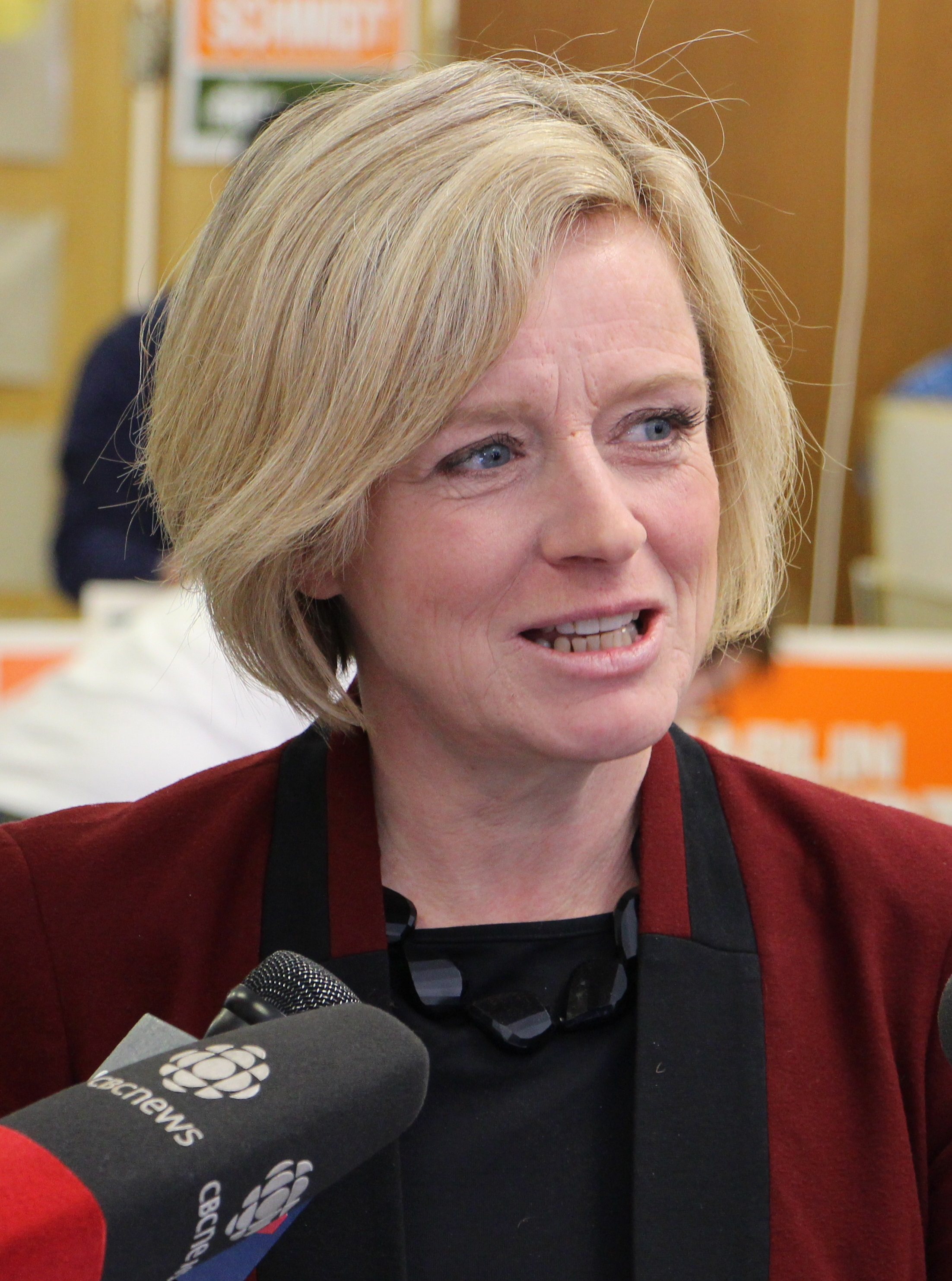
諾特利，曾任第17任阿爾伯塔省省長（2015-2019），現任阿爾伯塔新民主黨領袖。法學士 '90